# Norrskär, Korsholm
Norrskär är en ö i Kvarken. Den ligger i Österbotten cirka 40 kilometer från Finlands kust och är den mest isolerade i Kvarkenområdet. Norrskär består av de två större öarna Västra och Östra Norrskär samt flera mindre öar.
Norrskärs fyr byggdes 1846 och bemannades fram till och med 1987. Då automatiserades den och blev i och med det Finlands sista bemannade fyr. Lotsstationen lades ned 1970 och används idag till fågelskådning samt övervakning och skötsel av området. De flesta av de gamla fiskestugorna har gjorts om till fritidshus.
På Norrskär finns även en kasern, kanoner och bunkrar vilka är kvarlevor från andra världskriget då Norrskär blev en militär utpost, år 2000 lämnade försvarsmakten Norrskär och lämnade över sina områden och byggnader till Forststyrelsen som därefter förvaltar hela Norrskär.
Landskapet på Norrskär är kargt och hem för många fågelsorter. Frodiga strandängar har ställvis bildats närda av ilandspolade alger. Typarter för området är den brokiga roskarlen och den smalnäbbade simsnäppan. Totalt häckar nära 50 arter på Norrskär.
I något århundrade har Norrskär utgjort en viktig fiskestödjepunkt för befolkningen på Replot ö. På Västra Norrskär finns omkring 20 st s.k. "fiskarbastur" (fiskestugor), av vilka större delen idag omvandlats till beboeliga små sommarstugor. 2013 har Sofia Kellari kartlagt den österbottniska yttersta skärgårdens viktiga byggnadsarv i vilka fiskestugorna spelar en avgörande roll. Marken och vattenområdena har i tiderna varit i lokalbefolkningens hävd tills staten tog i bruk området för fyren, lotsplatsen och fortifikationerna på ön. Då lots- och fortifikationsverksamheten lades ned övergick förvaltningen till Forststyrelsen. Stugägarna har organiserat sig i Norrskärs Intresseförening r.f. 